# Mario Larenas
Mario Ignacio Larenas Díaz (Santiago del Cile, 27 luglio 1993) è un calciatore cileno, difensore del Dep. Antofagasta.

## Palmarès

### Club

#### Competizioni nazionali
- Campionato cileno: 1

Unión Española: 2013 Transición
- Supercopa de Chile: 1

Unión Española: 2013